# Juhász Péter (labdarúgó)
Juhász Péter (Losonc, 1948. augusztus 3. – 2024. március 29.) válogatott labdarúgó, hátvéd. Hétszeres magyar bajnok az Újpesti Dózsával. 1968–69-ben a Vásárvárosok kupája döntős csapat tagja. Az év labdarúgója 1972-ben.

## Pályafutása

### Klubcsapatban
1967-ben került az Újpesti Dózsához. Tagja volt az 1969 és 1975 között sorozatban 7 bajnoki címet szerzett csapatnak. A sorozat elején egy bajnoki második, a végén egy harmadik helyezést ért el. Ezek mellett három MNK győzelem tartozik eredményei közé. 1968–69-ben tagja a Vásárvárosok kupája döntőjébe jutott csapatnak, de a döntő mérkőzésen nem játszott. Összesen 148 bajnoki mérkőzésen szerepelt újpesti színekben és 6 gólt szerzett. 1976 és 1978 között Tatabányán, 1979 és 1982 között a Volán SC együttesében szerepelt az élvonalban. 1982-től alacsonyabb osztályú csapatoknál játszott. Először az NB II-es 22. sz. Volánnál, majd Gödön, végül a Chinoin csapatában fejezte be az aktív labdarúgást 1986-ban.

### A válogatottban
A magyar válogatottban 1971 és 1973 között 24 alkalommal szerepelt és 1 gólt szerzett. 1972-ben az Európa-bajnoki negyedik helyezett és olimpiai ezüstérmes csapat tagja volt.

## Sikerei, díjai
- Magyar bajnokságí
  - bajnok: 1969, 1970-tavasz, 1970–71, 1971–72, 1972–73, 1973–74, 1974–75
  - 2.: 1968
  - 3.: 1975–76
- Magyar kupa (MNK)
  - győztes: 1969, 1970, 1975
- Bajnokcsapatok Európa-kupája (BEK)
  - elődöntős: 1973–74
  - negyeddöntős: 1971–72, 1972–73
- Vásárvárosok kupája (VVK)
  - döntős: 1968–69
- Európa-bajnokság
  - 4.: 1972, Belgium
- Olimpiai játékok
  - ezüstérmes: 1972, München
- Az év labdarúgója: 1972

## Statisztika

### Mérkőzései a válogatottban

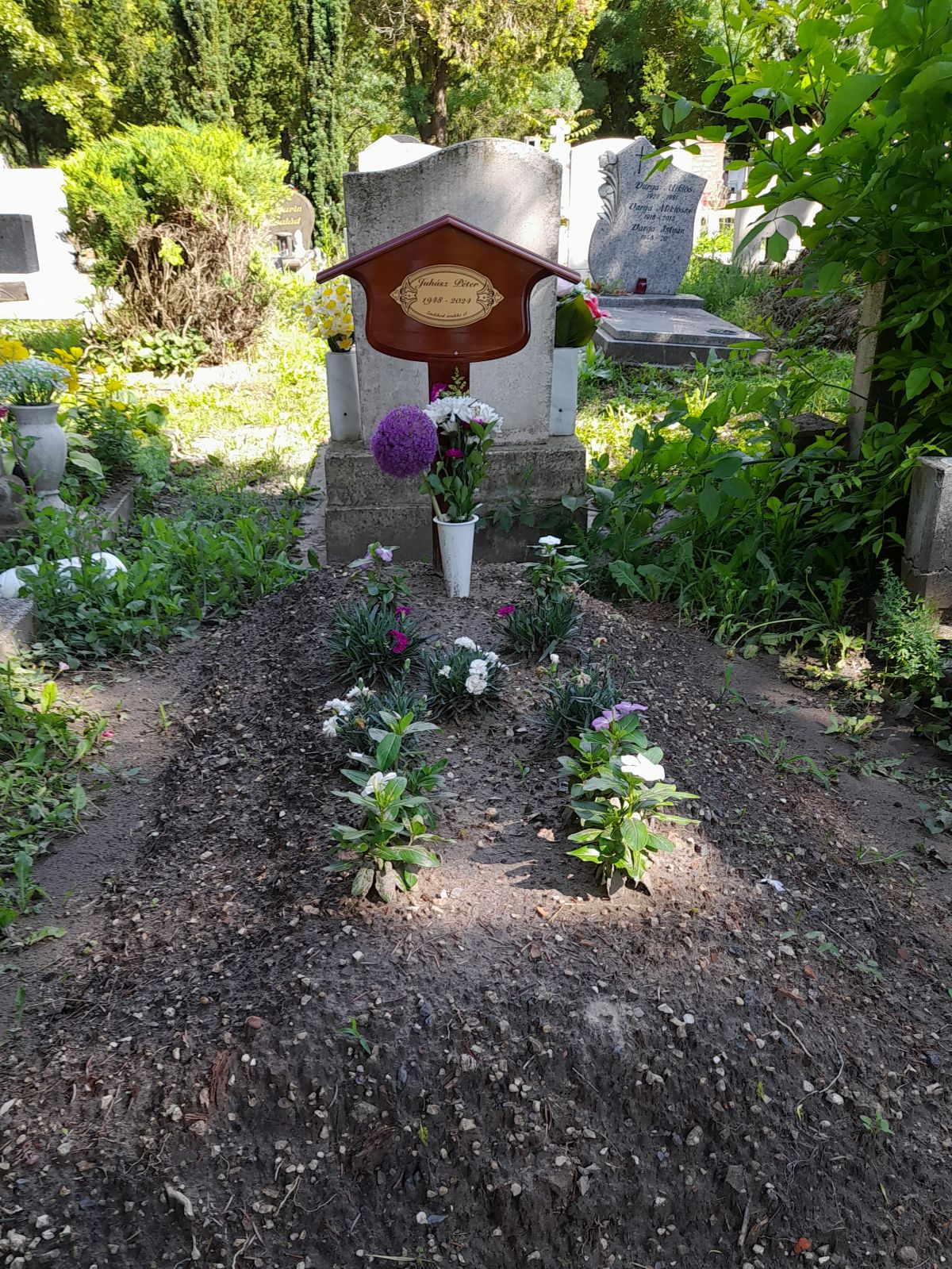
Sírja a Megyeri temetőben (31. parcella)

| Magyarország | Magyarország         | Magyarország                            | Magyarország  | Magyarország | Magyarország  | Magyarország        | Magyarország | Magyarország |
| #            | Dátum                | Helyszín                                | Hazai         | Eredmény     | Vendég        | Kiírás              | Gólok        | Esemény      |
| ------------ | -------------------- | --------------------------------------- | ------------- | ------------ | ------------- | ------------------- | ------------ | ------------ |
| 1.           | 1971. április 4.     | Bécs, Práter-stadion                    | Ausztria      | 0 – 2        | Magyarország  | barátságos          | -            | 14'          |
| 2.           | 1971. április 24.    | Budapest, Népstadion                    | Magyarország  | 1 – 1        | Franciaország | Eb-selejtező        | -            |              |
| 3.           | 1971. május 19.      | Szófia, Levszki-stadion                 | Bulgária      | 3 – 0        | Magyarország  | Eb-selejtező        | -            |              |
| 4.           | 1971. július 22.     | Rio de Janeiro, Maracanã Stadion        | Brazília      | 0 – 0        | Magyarország  | barátságos          | -            |              |
| 5.           | 1971. szeptember 1.  | Budapest, Népstadion                    | Magyarország  | 2 – 1        | Jugoszlávia   | barátságos          | -            |              |
| 6.           | 1971. szeptember 25. | Budapest, Népstadion                    | Magyarország  | 2 – 0        | Bulgária      | Eb-selejtező        | 1            | 49' 79'      |
| 7.           | 1971. október 9.     | Párizs, Colombes Stadion                | Franciaország | 0 – 2        | Magyarország  | Eb-selejtező        | -            |              |
| 8.           | 1971. október 27.    | Budapest, Népstadion                    | Magyarország  | 4 – 0        | Norvégia      | Eb-selejtező        | -            |              |
| 9.           | 1971. november 14.   | Valletta                                | Málta         | 0 – 2        | Magyarország  | vb-selejtező        | -            |              |
| 10.          | 1972. január 12.     | Madrid, Santiago Bernabéu stadion       | Spanyolország | 1 – 0        | Magyarország  | barátságos          | -            |              |
| 11.          | 1972. március 29.    | Budapest, Népstadion                    | Magyarország  | 0 – 2        | NSZK          | barátságos          | -            |              |
| 12.          | 1972. május 6.       | Budapest, Megyeri úti stadion           | Magyarország  | 3 – 0        | Málta         | vb-selejtező        | -            |              |
| 13.          | 1972. május 14.      | Bukarest                                | Románia       | 2 – 2        | Magyarország  | Eb-selejtező        | -            |              |
| 14.          | 1972. május 17.      | Belgrád, JNA stadion (YUG)              | Magyarország  | 2 – 1        | Románia       | Eb-selejtező        | -            |              |
| 15.          | 1972. május 25.      | Stockholm, Råsunda Stadion              | Svédország    | 0 – 0        | Magyarország  | vb-selejtező        | -            |              |
| 16.          | 1972. június 14.     | Brüsszel, Heysel Stadion (BEL)          | Szovjetunió   | 1 – 0        | Magyarország  | Eb-elődöntő         | -            |              |
| 17.          | 1972. június 17.     | Liège, Stade Maurice Dufrasne           | Belgium       | 2 – 1        | Magyarország  | Eb 3. helyért       | -            |              |
| 18.          | 1972. augusztus 27.  | Nürnberg, Frankenstadion (FRG)          | Magyarország  | 5 – 0        | Irán          | olimpiai csoportkör | -            |              |
|              | 1972. augusztus 29.  | München, Olimpiai Stadion (FRG)         | Magyarország  | 2 – 2        | Brazília      | olimpiai csoportkör | -            |              |
| 19.          | 1972. augusztus 31.  | Augsburg, Rosenaustadion (FRG)          | Dánia         | 0 – 2        | Magyarország  | olimpiai csoportkör | -            |              |
| 20.          | 1972. szeptember 3.  | Passau, Drei-Flüsse Stadion (FRG)       | Magyarország  | 2 – 0        | NDK           | olimpiai középdöntő | -            |              |
|              | 1972. szeptember 6.  | München, Olimpia Stadion                | NSZK          | 1 – 4        | Magyarország  | olimpiai középdöntő | -            |              |
| 21.          | 1972. szeptember 10. | München, Olimpia Stadion (FRG)          | Lengyelország | 2 – 1        | Magyarország  | olimpiai döntő      | -            |              |
| 22.          | 1972. október 15.    | Bécs, Práter-stadion                    | Ausztria      | 2 – 2        | Magyarország  | vb-selejtező        | -            |              |
| 23.          | 1973. április 29.    | Budapest, Népstadion                    | Magyarország  | 2 – 2        | Ausztria      | vb-selejtező        | -            |              |
| 24.          | 1973. május 16.      | Karl-Marx-Stadt, Ernst Thälmann Stadion | NDK           | 2 – 1        | Magyarország  | barátságos          | -            |              |
|              | Összesen             |                                         |               | 24           | mérkőzés      |                     | 1            | gól          |